# Цейтен, Иероним Георг
Иерони́м Гео́рг Це́йтен (дат. Hieronymus Georg Zeuthen, 1839—1920) — датский математик и историк математики. Работы относятся к геометрии, алгебраической геометрии и математическому анализу, но основную известность получил благодаря трудам по истории математики, переведенным на многие языки. Член Датской АН (1872).

## Биография
Родился в семье пастора в южной Дании. В 1857—1862 годах изучал математику в Копенгагенском университете, затем в Париже слушал лекции видного геометра Мишеля Шаля.
В 1865 году защитил в Копенгагене диссертацию и остался работать в университете, спустя 6 лет был принят экстраординарным профессором Копенгагенского университета, читал также лекции в Политехническом институте. Одновременно Цейтен стал редактором математического журнала «Matematisk Tidsskrift» (он исполнял эти обязанности 18 лет) и секретарём Датской королевской академии наук (эту должность он занимал 39 лет, с 1878 года). В 1886 году Цейтен стал ординарным профессором. Дважды избирался ректором университета.

## Труды
- Abriß einer elementar-geometrischen Kegelschnittlehre. Teubner 1882.
- Die Lehre von den Kegelschnitten im Altertum. Kopenhagen 1886 (Danish version 1885 in Forh.Vid.Selskab).
- Geschichte der Mathematik im Altertum und Mittelalter. Kopenhagen 1896 (Danish version 1893 publ. by Verlag A. F. Hoest).
- Histoire des Mathématiques dans l’Antiquité et le Moyen Age. Paris, Gauthier-Villars, 1902.[6]
- Geschichte der Mathematik im XVI. und XVII. Jahrhundert. Teubner 1903,[7] and as Heft 17 of Abhandlungen zur Geschichte der mathematischen Wissenschaften (ed. Moritz Cantor). The Danish version was published 1903 in Copenhagen.
- Die Mathematik im Altertum und im Mittelalter. Kopenhagen 1912.[8][9]
- Lehrbuch der abzählenden Methoden der Geometrie. Teubner 1914.[10]
- Hvorledes Mathematiken i tiden fra Platon til Euklid blev rationel Videnskab. Avec un résumé en francais. Forh.Dansk Vid.Selskab 1917, pp.199-369.[11]

Русские переводы 
- Цейтен Г. Г. История математики в древности и в средние века. — М.—Л.: ГТТИ, 1932. — 230 с.
- Цейтен Г. Г. История математики в XVI и XVII веках. — М.—Л.: ОНТИ, 1938. — 456 с.